# Wojciech Tyszyński
Wojciech Tyszyński (12 décembre 1984 à Sztum) est un céiste polonais pratiquant la course en ligne.

## Palmarès

### Jeux olympiques de canoë-kayak course en ligne
- 2008 à Pékin,  Chine
  - 7e en C-2 1000m

### Championnats du monde de canoë-kayak course en ligne
- 2003 à Gainesville,  États-Unis
  -  Médaille de bronze en C-4 1000 m

- 2005 à Zagreb,  Croatie
  -  Médaille d'or en C-4 1000 m

- 2007 à Duisbourg,  Allemagne
  -  Médaille de bronze en C-2 1000 m